# Florian Clara
Florian Clara (* 11. Februar 1988 in Bruneck) ist ein italienischer Naturbahnrodler. Zusammen mit Patrick Pigneter bildet er eines der erfolgreichsten Doppelsitzerpaare. Sie wurden jeweils achtmal Welt- sowie sechsmal Europameister, je einmal Juniorenwelt- und Europameister und gewannen 13-mal den Gesamtweltcup. Zudem wurde Clara dreimal Weltmeister im Mannschaftswettbewerb. Er startet auch im Einsitzer, ist dabei aber weniger erfolgreich. Sein jüngerer Cousin Hannes Clara ist ebenfalls Naturbahnrodler.

## Karriere
Im Februar 2005 nahm Florian Clara erstmals an einer Junioreneuropameisterschaft teil und belegte den zwölften Platz im Einsitzer. Am 22. Januar 2006 bestritt er mit seinem Doppelsitzerpartner Patrick Pigneter das erste Weltcuprennen. Sie belegten den sechsten Platz und in dieser Saison blieb dies ihr einziger gemeinsamer Weltcupstart. Der erste größere Erfolg gelang Clara bei der Juniorenweltmeisterschaft im Februar 2006, als er mit Pigneter die Goldmedaille im Doppelsitzer gewann. Im Einsitzer erreichte er aber nur den 13. Rang. Bei der Europameisterschaft 2006 erzielte er lediglich Platz 24 im Einsitzer.
In der Saison 2006/2007 bestritt das Duo Pigneter/Clara bereits drei Weltcuprennen und sie konnten gleich bei ihrem ersten Saisonstart in Longiarü den ersten Sieg feiern. Zu Saisonende erreichten sie in Moos in Passeier noch einen zweiten Platz. Seit diesem Winter nimmt Clara auch im Einsitzer an Weltcuprennen teil, allerdings kam er bis zur Saison 2009/2010 nie zu mehr als zwei Einsätzen pro Saison und meist erreicht er dabei Platzierungen um Rang zehn. Bei der Junioreneuropameisterschaft 2007 in St. Sebastian gewann das Doppel Pigneter/Clara die Goldmedaille im Doppelsitzer und Hannes Clara erreichte auch den zweiten Rang im Einsitzer, hinter Patrick Pigneter. Bei der Weltmeisterschaft 2007 in Grande Prairie erzielte er Platz acht im Einsitzer und gewann mit Renate Gietl und Patrick Pigneter die Silbermedaille im Mannschaftswettbewerb. Im Doppelsitzerrennen wurde das Duo Pigneter/Clara jedoch disqualifiziert, weil die Schienen ihrer Rodel, ebenso wie bei drei anderen Paaren, die zulässige Maximaltemperatur überschritten.
Der ganz große Durchbruch im Weltcup gelang dem Doppelsitzerpaar Florian Clara und Patrick Pigneter in der Saison 2007/2008. Sie gewannen alle sechs Weltcuprennen und damit zum ersten Mal den Doppelsitzer-Gesamtweltcup. Bei der Europameisterschaft 2008 in Olang mussten sie sich jedoch dem russischen Duo Pawel Porschnew und Iwan Lasarew geschlagen geben. 2008 wurden Clara und Pigneter zum ersten Mal Italienische Meister im Doppelsitzer. Diesen Titel konnten sie bisher jedes Jahr erfolgreich verteidigen. Bei der Juniorenweltmeisterschaft 2008 in Latsch startete Florian Clara im Doppelsitzer gemeinsam mit seinem Cousin Hannes, weil Pigneter bereits das Alterslimit überschritten hatte. Die Cousins gewannen hinter ihren Landsmännern Thomas Weiss und Andreas Leiter die Silbermedaille. Im Einsitzer wurde Florian Clara Siebenter.
In der Saison 2008/2009 gewannen Clara und Pigneter mit vier Siegen und zwei zweiten Plätzen zum zweiten Mal den Gesamtweltcup im Doppelsitzer. Bei der Weltmeisterschaft 2009 wurden sie Weltmeister im Doppelsitzer und im Mannschaftswettbewerb. Im Einsitzer belegte Clara den zwölften Platz. In der Saison 2009/2010 feierten Pigneter/Clara vier Siege in sechs Rennen und gewannen damit zum dritten Mal in Folge den Doppelsitzer-Gesamtweltcup, was zuvor noch niemanden gelungen war. Bei der Europameisterschaft 2010 in St. Sebastian gewannen Pigneter/Clara Gold im Doppelsitzer und Silber mit der Mannschaft.
In der Saison 2010/2011 feierte das Duo Pigneter/Clara drei Weltcupsiege, womit sie zum vierten Mal in Folge den Gesamtweltcup gewannen. Im Einsitzer konnte sich Clara gegenüber den Vorjahren deutlich verbessern. Er nahm zum ersten Mal an allen sechs Saisonrennen teil, fuhr fünfmal unter die schnellsten zehn und erzielte beim Saisonfinale in Olang mit Platz fünf sein bis dahin bestes Weltcupresultat. Im Einsitzer-Gesamtweltcup erreichte er damit den siebenten Platz. Bei der Weltmeisterschaft 2011 in Umhausen fuhr Clara im Einsitzer auf Platz sieben. Zusammen mit Patrick Pigneter gewann er die Silbermedaille im Doppelsitzer hinter den Russen Porschnew/Lasarew und im Team Italien I, dem auch Renate Gietl und Anton Blasbichler angehörten, zum zweiten Mal in Folge die Goldmedaille im Mannschaftswettbewerb.
Die Saison 2011/2012 begann Clara in Latzfons mit einem fünften Platz im Einsitzer und einem Sieg im Doppelsitzer. Seither hält das Duo Pigneter/Clara den alleinigen Rekord an Weltcupsiegen im Doppelsitzer vor den Österreichern Reinhard Beer und Herbert Kögl. Im Doppelsitzer-Gesamtweltcup wurden sie in diesem Jahr aber von den Russen Porschnew/Lasarew geschlagen, die vier Saisonsiege feierten, während Pigneter/Clara nur zwei Siege gelangen. Im Einsitzer-Gesamtweltcup fiel Clara trotz zweier fünfter Plätze zu Saisonbeginn auf den elften Rang zurück. Bei der Europameisterschaft 2012 in Nowouralsk belegte er im Einsitzer den 20. Platz, während er und Patrick Pigneter im Doppelsitzer wegen eines Defektes am Schlitten das Rennen nach einem Wertungslauf aufgaben. Im Mannschaftswettbewerb belegte er mit seinen Teamkollegen den vierten Platz.

## Erfolge
(Doppelsitzer mit Patrick Pigneter)

### Weltmeisterschaften
- Grande Prairie 2007: 8. Einsitzer, 2. Mannschaft
- Moos in Passeier 2009: 1. Doppelsitzer, 12. Einsitzer, 1. Mannschaft
- Umhausen 2011: 2. Doppelsitzer, 7. Einsitzer, 1. Mannschaft
- Deutschnofen 2013: 1. Doppelsitzer, 1. Mannschaft, 9. Einsitzer
- Sankt Sebastian 2015: 1. Doppelsitzer, 6. Einsitzer
- Vatra Dornei 2017: 2. Doppelsitzer, 2. Mannschaft, 13. Einsitzer
- Latzfons 2019: 1. Doppelsitzer, 6. Einsitzer
- Umhausen 2021: 1. Doppelsitzer, 10. Einsitzer
- Deutschnofen 2023: 2. Doppelsitzer, 6. Einsitzer
- Kühtai 2025: 4. Einsitzer

### Europameisterschaften
- Umhausen 2006: 24. Einsitzer
- Olang 2008: 2. Doppelsitzer
- St. Sebastian 2010: 1. Doppelsitzer, 2. Mannschaft
- Nowouralsk 2012: 20. Einsitzer, 4. Mannschaft
- Umhausen 2014: 1. Doppelsitzer, 1. Mannschaft
- Passeier 2016: 1. Doppelsitzer, 1. Mannschaft, 12. Einsitzer
- Obdach 2018: 1. Doppelsitzer, 2. Mannschaft, 4. Einsitzer
- Moskau 2020: 3. Doppelsitzer, 15. Einsitzer
- Laas 2022: 2. Doppelsitzer, 4. Einsitzer
- Jaufental 2024: 5. Einsitzer

### Juniorenweltmeisterschaften
- Garmisch-Partenkirchen 2006: 1. Doppelsitzer, 13. Einsitzer
- Latsch 2008: 2. Doppelsitzer (mit Hannes Clara), 7. Einsitzer

### Junioreneuropameisterschaften
- Kandalakscha 2005: 12. Einsitzer
- St. Sebastian 2007: 1. Doppelsitzer, 2. Einsitzer

### Weltcup
- 13× Gesamtweltcupsieg im Doppelsitzer in den Saisonen 2007/08, 2008/09, 2009/10, 2010/11, 2012/13, 2013/14, 2014/15, 2015/16, 2017/18, 2018/19, 2019/20, 2020/21 und 2021/22
- 1 × Gesamtweltcupsieg im Einsitzer-Weltcup in der Saison 2024/25
- 1 × 3. Gesamtrang im Einsitzer-Weltcup in der Saison 2023/24
- 3 × 4. Gesamtrang im Einsitzer-Weltcup in der Saison 2014/15, 2021/22 und 2022/23
- 98 Podestplätze im Doppelsitzer, davon 68 Siege:

| Datum             | Ort                 | Lan         |
| ----------------- | ------------------- | ----------- |
| 21. Januar 2007   | Longiarü            | Italien     |
| 23. Dezember 2007 | Latsch              | Italien     |
| 13. Januar 2008   | Umhausen            | Österreich  |
| 20. Januar 2008   | Umhausen            | Österreich  |
| 27. Januar 2008   | Latsch              | Italien     |
| 23. Februar 2008  | Železniki           | Slowenien   |
| 24. Februar 2008  | Železniki           | Slowenien   |
| 25. Januar 2009   | Unterammergau       | Deutschland |
| 31. Januar 2009   | Deutschnofen        | Italien     |
| 25. Februar 2009  | Nowouralsk          | Russland    |
| 27. Februar 2009  | Nowouralsk          | Russland    |
| 17. Dezember 2009 | Nowouralsk          | Russland    |
| 10. Januar 2010   | Umhausen            | Österreich  |
| 24. Januar 2010   | Latsch              | Italien     |
| 7. Februar 2010   | Latzfons            | Italien     |
| 10. Dezember 2010 | Nowouralsk          | Russland    |
| 23. Januar 2011   | Kindberg            | Österreich  |
| 25. Februar 2011  | Olang               | Italien     |
| 7. Januar 2012    | Latzfons            | Italien     |
| 28. Januar 2012   | Deutschnofen        | Italien     |
| 29. Dezember 2012 | Laas                | Italien     |
| 12. Januar 2013   | Moos in Passeier    | Italien     |
| 2. Februar 2013   | Kindberg            | Österreich  |
| 23. Februar 2013  | Vatra Dornei        | Rumänien    |
| 5. Januar 2014    | Seiser Alm          | Italien     |
| 11. Januar 2014   | Moos in Passeier    | Italien     |
| 17. Januar 2014   | Umhausen            | Österreich  |
| 25. Januar 2014   | Olang               | Italien     |
| 18. Februar 2014  | Vatra Dornei        | Rumänien    |
| 13. Dezember 2014 | Kühtai              | Österreich  |
| 10. Januar 2015   | Deutschnofen        | Italien     |
| 24. Januar 2015   | Obdach-Winterleiten | Österreich  |
| 31. Januar 2015   | Vatra Dornei        | Rumänien    |
| 15. Februar 2015  | Umhausen            | Österreich  |

| Datum             | Ort             | Land       |
| ----------------- | --------------- | ---------- |
| 14. Dezember 2015 | Kühtai          | Österreich |
| 10. Januar 2016   | Latsch          | Italien    |
| 17. Januar 2016   | Vatra Dornei    | Rumänien   |
| 25. Januar 2016   | Moskau          | Russland   |
| 1. Februar 2016   | Deutschnofen    | Italien    |
| 20. Februar 2016  | Umhausen        | Österreich |
| 11. Dezember 2016 | Kühtai          | Österreich |
| 22. Januar 2017   | Železniki       | Slowenien  |
| 3. Dezember 2017  | Kühtai          | Österreich |
| 7. Januar 2018    | Latzfons        | Italien    |
| 14. Januar 2018   | Passeiertal     | Italien    |
| 21. Januar 2018   | Sankt Sebastian | Österreich |
| 17. Februar 2018  | Umhausen        | Österreich |
| 12. Januar 2019   | Winterleiten    | Österreich |
| 20. Januar 2019   | Moskau          | Russland   |
| 27. Januar 2019   | Deutschnofen    | Italien    |
| 10. Februar 2019  | Vatra Dornei    | Rumänien   |
| 10. Januar 2020   | Passeiertal     | Italien    |
| 12. Januar 2020   | Passeiertal     | Italien    |
| 19. Januar 2020   | Vatra Dornei    | Rumänien   |
| 26. Januar 2020   | Deutschnofen    | Italien    |
| 15. Februar 2020  | Umhausen        | Österreich |
| 17. Dezember 2020 | Winterleiten    | Österreich |
| 18. Dezember 2020 | Winterleiten    | Österreich |
| 15. Januar 2021   | Passeiertal     | Italien    |
| 9. Februar 2021   | Laas            | Italien    |
| 8. Januar 2021    | Umhausen        | Österreich |
| 15. Januar 2021   | Umhausen        | Österreich |
| 23. Januar 2021   | Vatra Dornei    | Rumänien   |
| 29. Januar 2022   | Deutschnofen    | Italien    |
| 20. Februar 2022  | Mariazell       | Österreich |
| 28. Januar 2023   | Deutschnofen    | Italien    |
| 17. Februar 2023  | Umhausen        | Österreich |
| 18. Februar 2023  | Umhausen        | Österreich |

- 14 Podestplätze im Einsitzer, davon 4 Siege:

| Datum            | Ort          | Land       |
| ---------------- | ------------ | ---------- |
| 6. Januar 2025   | Laas         | Italien    |
| 26. Januar 2025  | Mariazell    | Österreich |
| 8. Februar 2025  | Umhausen     | Österreich |
| 23. Februar 2025 | Deutschnofen | Italien    |

### Italienische Meisterschaften
- Fünffacher Italienischer Meister im Doppelsitzer (2008 bis 2012)